# Haladie
L'Haladie és una daga de fulles múltiples de l'Índia. Va ser utilitzat originalment pel poble Rajput i s'ha estès encara més a l'Índia, Pèrsia, Sudan i zones intermèdies.

## Història
L'Haladie va ser desenvolupat pels Rajputs per a l'atac i la defensa.

## Descripció
L' Haladie consta de dues fulles de punyal. Són de doble corba (en forma de S), de doble cantell i tenen una forta carena central. El perfil de la fulla pot ser suau o dentada. La longitud de la fulla de les dues fulles de punyal és d'aproximadament 22 cm. La longitud total és d'uns 60 cm. Les fulles estan connectades entre si mitjançant un mànec. El mànec és de fusta, banya, metall o marfil. Es pot connectar un guardamà als extrems de la fulla, que serveix de protecció durant els atacs. En algunes versions hi ha una petita fulla connectada al guardamà, la longitud de la qual és d'uns 10 cm és. A Aràbia s'utilitza un punyal similar.

## Varietat
La daga doble també és un caràcter especial, caràcter Unicode "‡" (U+2021), entrada de Windows i Linux amb Alt + 0135.